# Astra 1M
Astra 1M (Астра 1M) — телекомунікаційний супутник компанії SES S.A. (Люксембург, у власності — 42 супутники).
Супутник 1M (36 транспондерів) призначений для передавання телебачення високої чіткості, Internet та інших даних на території Європи і Північної Африки.
Астра 1M запущено 5 листопада 2008 ракетою Протон-М / Бриз-М з космодрому Байконур.

## Конструкція
Астра 1M створено компанією EADS Astrum на базі платформи Eurostar E3000. Супутник має такі габарити (Д х Ш х В) 2,4 x 2,9 x 4,0 метра (зі складеними антенами і сонячними батареями). На КА встановлено дві панелі сонячних батарей з розмахом 35 м. Для виведення на геостаціонарну орбіту на супутнику встановлено РРД тягою 400 Н. Для корекції орбіти апарат оснащено 16 двигунами малої тяги, зокрема і 4-ма ЕРД російського виробництва СПД-100.
Корисне навантаження апарата складається з 36 транспондерів Ku-діапазону, які мають потужність випромінювання 150 Вт і ширину пропускання 26 МГц (для фіксованого зв'язку) і 33 МГц (для телемовлення).
Розрахункова точка стояння — 19,2 ° с. д.